# Euchlanis hyalina
Euchlanis hyalina is een raderdiertjessoort uit de familie Euchlanidae. De wetenschappelijke naam van deze soort is voor het eerst geldig gepubliceerd in 1854 door Leydig.